# Hydrogensoli
Hydrogensoli jsou látky obsahující anionty kyselin, ve kterých zůstává jeden nebo více odštěpitelných atomů vodíku. Příkladem jsou:
- hydrogenfosforečnany – HPO 2-
4 
  - hydrogenfosforečnan vápenatý – CaHPO4
- dihydrogenfosforečnany – H2PO -
4
- hydrogenuhličitany – HCO -
3 
  - hydrogenuhličitan hořečnatý – Mg(HCO3)2